# Fascio
Pour les articles homonymes, voir Faisceau.

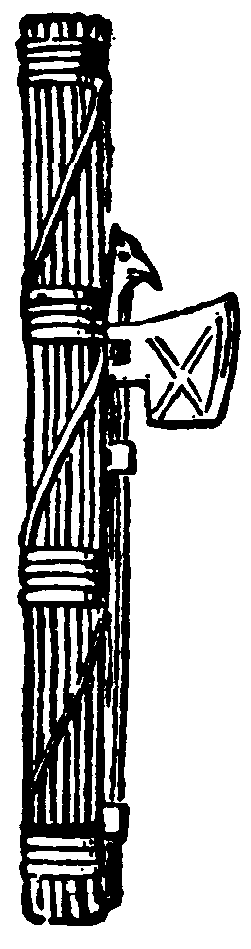
Le fascio ou fasces romain.

Fascio (pluriel : fasci) est un mot italien qui dans les années 1890 se référait à des groupes politiques d'extrême gauche [réf. nécessaire]. Plus tard, il a donné le terme fascisme. 

## Étymologie
Pendant le XIXe siècle, le fagot de branchages, appelé en latin fasces et en  italien fascio, un faisceau en français, symbolisait la force à travers l'unité. Par extension, le mot fascio désigna ensuite par usage un groupe, une ligue, une union politique.  Ensuite, le mot eut des connotations révolutionnaires.

## Syndicalisme
Le fascio désignait à l'origine une section de syndicat agricole. Ces syndicats d'influence socialiste, comme les faisceaux siciliens, ont ensuite dérivé vers la réaction nationaliste et sont devenus une force d'appoint pour le nouveau régime italien qui s'apparente directement à ces organisations paysannes se qualifiant de fascistes.

## Fascisme
Le  11 décembre 1914, Mussolini fonda un groupe politique, les Fasci d'azione rivoluzionaria (Faisceaux d'action révolutionnaire), qui fusionnent avec les Faisceaux d'action internationaliste, créés peu de temps auparavant par des « interventionnistes », en faveur de l'entrée en guerre de l'Italie.
En 1919, après la fin de la guerre, Mussolini reconstitua le fascio à Milan, en utilisant le nouveau nom de Faisceaux de combat (fasci di combattimento). Leurs principales actions, surtout de natures violentes, furent destinées à empêcher la propagation du bolchévisme et à revendiquer une plus grande valorisation de la victoire de la Première Guerre mondiale. 
En novembre 1921, le Parti national fasciste fut fondé.

## Le symbole du fascio en France
On retrouve les fasces sous la forme des faisceaux des licteur de la république romaine de l'Antiquité, sur les armoiries officieuses de la France, représentées par exemple sur le passeport français.
Dans la Rome antique, les licteurs étaient des officiers d'exécution de Justice, au service des Magistrats  dont ils exécutaient les sentences. Le symbole "faisceaux des licteurs" a été réintroduit en France par les Révolutionnaires de 1789.